# Апрельское восстание (1876)
Апре́льское восста́ние (болг. Априлско въстание) — национально-освободительное восстание в Болгарии 18 апреля—23 мая 1876 года, жестоко подавленное турецкими войсками.

## Подготовка к восстанию
В 1869 году Васил Левский и Любен Каравелов создали в Бухаресте Болгарский революционный центральный комитет (БРЦК), и вскоре перенесли его деятельность в Болгарию, создав нелегальную «Внутреннюю революционную организацию». Комитет отправлял в Болгарию связных-«апостолов», которые должны были организовывать население и заниматься подготовкой к восстанию.
22 сентября 1872 подпольщик Димитр Обшти, нарушив прямой запрет Васила Левского, вместе с несколькими сторонниками совершил нападение на турецкую почту на Арабоконакском перевале, где находилась крупная сумма денег, перевозимых из Орхание в Софию. Налёт был успешным, но вскоре Обшти был арестован полицией и начал давать подробные показания о подготовке восстания.
В результате турецкие власти арестовали и осудили свыше 80 подпольщиков, подпольная организация Софийского округа была разгромлена, пострадали также подпольные организации Врачанского и Плевенского округов. 27 декабря 1872 года турецкой полицией был схвачен Васил Левский. Димитр Обшти, в обмен на выдачу товарищей рассчитывавший на помилование, 10 января 1873 был повешен. 6 (18) февраля 1873 года в Софии был повешен Васил Левский, но предотвратить начало восстания турецким властям не удалось.
Начавшееся в июле 1875 года восстание в Боснии и Герцеговине, которое отвлекло на себя часть турецких сил на Балканах, укрепило позиции сторонников вооружённого восстания в Болгарии. В сентябре 1875 года в Болгарии вспыхнуло Старозагорское восстание, подавленное турецкими войсками.
Новое восстание готовилось Болгарским центральным революционным комитетом, находившимся в Джурджу (Румыния), и революционными комитетами в Болгарии. Территория Болгарии была разделена на четыре округа, которые возглавили прибывшие в начале 1876 года организаторы-«апостолы»:
- 1-й Тырновский округ[1] — апостол Стефан Стамболов, его помощниками стали Христо Караминков и Георгий Измирлиев[8]
- 2-й Сливенский округ[1] — апостол Илларион Драгостинов, его помощниками стали Георгий Обретенов и Стоил-воевода[8]
- 3-й Врачанский округ[1] — апостол Стоян Заимов, его помощниками стали Никола Обретенов и Никола Славков[8]
- 4-й Пловдивский округ[1] — апостол Панайот Волов, его помощниками стали Георгий Икономов и Захарий Стоянов[8]

План восстания предусматривал также создание 5-го Софийского округа, но этот округ создан не был, поскольку избранные в качестве его руководителей подпольщики были арестованы турецкими властями.
Несмотря на то, что при подготовке восстания учитывался опыт Старозагорского восстания, в военном и организационном отношении Апрельское восстание было подготовлено в недостаточной степени.
Наибольший размах подготовка к восстанию достигла в 4-м Пловдивском округе, где уже в январе 1876 года удалось восстановить старую сеть подпольных комитетов (созданных в 1870—1873 гг. Василом Левским) и создать новые. Активно проводилась подготовка к восстанию и в 1-м Тырновском округе. В окрестностях Русе подготовка шла удовлетворительно, но местным подпольщикам не хватало оружия. В Сливенском округе подготовка шла неудовлетворительно.
В подготовке восстания активно участвовали широкие слои населения, в том числе представители назначенной османами администрации: сельские старосты, кметы и сборщики податей. Крестьяне заготавливали продовольствие, покупали оружие и порох, ремесленники отливали пули и изготавливали патроны, шили сумки и патронташи, изготавливали ремни, обувь и другое снаряжение. К началу восстания только 4–5 тысяч участников имели оружие, однако план восстания предусматривал привлечение невооружённого населения: в частности, для разрушения железной дороги, мостов и телеграфных линий во Врачанском округе. Поскольку оружия не хватало, женщины сушили и толкли жгучий перец (бросать в лица турецким солдатам).
Одним из участников восстания был А. И. Золотухин (русский подданный, прибывший в Пловдив 2 апреля 1876 года) — узнав о подготовке восстания, он приехал в Пазарджик и присоединился к повстанцам, а в дальнейшем воевал против турок в отряде Соколова.
14 апреля 1876 года в Обориште у отрогов Средна-Горы состоялось Великое народное собрание Пловдивского революционного округа, на котором присутствовали 64 представителя от 60 селений, которые согласовали вопросы тактики, утвердили решение о мобилизации, о сборе продовольствия, о реквизициях тягла и скота на нужды восстания, а также решение о изготовлении деревянных пушек. Кроме того, собрание утвердило решения о начале восстания 1 мая 1876 года, позднее начало восстания перенесли на 11 мая 1876 года. Следствием этого стала дезорганизация на местах (некоторые подпольные группы продолжали готовить выступление к 1 мая, в то время как другие готовились выступить 11 мая), что впоследствии стало одной из причин поражения восставших.
В результате недостаточно тщательного соблюдения правил конспирации была утрачена крупная партия оружия: в Пазарджике турки захватили 86 современных игольчатых винтовок. После предательства одного из участников восстания в 4-м округе (лавочник из Балдуево Н. Стоянов донёс турецким властям о подготовке восстания в селении Копривштица) о готовящемся выступлении стало известно турецким властям, начались аресты.

## Ход событий
19 апреля 1876 года в Копривштицу прибыл отряд из 20 конных турецких полицейских, начавший обыски, допросы и аресты жителей. Были арестованы два человека, принимавшие участие в подготовке восстания. Местный повстанческий комитет сообщил в центр округа, что они приняли решение начать восстание немедленно. В Копривштице ударили в набат, и повстанцы атаковали турок. Член местного повстанческого комитета Г. Тиханек первым выстрелил в представителя султанской администрации. Вслед за этим в Панагюриште был направлен конный курьер с письмом-призывом следовать их примеру.
Во главе восстания стояли Тодор Каблешков, Георги Бенковски и др.
19 апреля 1876 года восстание охватило Копривштицу и Панагюриште. То, что некоторые атаковавшие турок болгарские повстанцы были одеты в самодельные военные мундиры, вызвало замешательство у турецкой администрации (поскольку ускакавший из Панагюриште в Татар-Пазарджик уцелевший турецкий стражник-«чауш» сообщил командиру, что видел русских солдат).
21 апреля 1876 года восстанием были охвачены 32 села и города. Наибольший размах восстание получило в южной Болгарии, где главными центрами восстания стали города Панагюриште, Копривштица, сёла Батак, Перуштица. В других частях страны восстание свелось к разрозненным действиям небольших отрядов. С самого начала восстания не имело единого централизованного руководства, было несогласованным и носило оборонительный характер. Восставшим не хватало оружия — в основном, у них имелись только самодельные пушки, кремнёвые ружья, самодельные пики и иное холодное оружие.
22 апреля 1876 года начались первые серьёзные бои с турками. В подавлении восстания участвовали регулярные части турецкой армии («низам»), резервные войска («редиф»), ополчение из мусульман («мустахфиз») и отряды иррегулярных войск («башибузуки»). Помимо турок, в подавлении восстания участвовали переселённые в Болгарию черкесы и помаки (помак Ахмед-ага из села Тымраш и помак Ахмед-ага из села Барутин во главе сформированных ими вооружённых отрядов участвовали в подавлении родопского очага восстания).
25 апреля 1876 года в Тырновском крае возник ещё один повстанческий отряд из 200 человек, командиром которого стал Пётр Пармаков, а воеводой — поп Харитон (29 апреля отряд занял Дряновский монастырь и на протяжении девяти дней отбивал атаки турок, а израсходовав весь порох — пошёл на прорыв из монастыря, но был уничтожен. Повстанцы погибли в бою или были повешены).
В Соколинском монастыре (недалеко от Габрова) возник отряд из 219 человек под командованием Цанко Дюстабанова, который вёл бои на протяжении десяти дней, прежде чем был разбит турками.
В Трявне из жителей окрестных сёл возник ещё один повстанческий отряд, но он практически сразу был уничтожен турками.
26 апреля 1876 года пала Клисура, а к Еленджику прибыли значительные турецкие силы.
27 апреля 1876 года башибузуки захватили и сожгли селение Перуштица. Повстанцы и примкнувшие к ним жители, продолжавшие сопротивление, забаррикадировавшись в церкви, погибли во время пожара (после того, как башибузуки подожгли село), все остальные жители села были казнены.
30 апреля 1876 года после четырёх дней боёв и артиллерийского обстрела турецкие войска захватили Панагюриште, в котором укрылись бежавшие от турок жители 20 окрестных селений. Бои здесь носили ожесточённый характер и шли за каждый дом. Опорными пунктами повстанцев (только 800—1000 из которых имели иное оружие, чем топоры, ножи и деревянные колья) стали укреплённый дом Делчо Ширкова (где держал оборону Тодор Гайдук) и дом Делчо Хаджи Симеонова (где забаррикадировались Рад Клисарь и сотник Стоян Пыков) — занявшие эти строения стрелки, вооружённые трофейными турецкими винтовками, задержали продвижение турецких солдат и нанесли им существенные потери. В боях за селение турки потеряли около 200 человек, в том числе несколько офицеров, поэтому командующий турецким отрядом Хафиз-паша приказал полностью уничтожить селение. Панагюриште было сожжено.
Город Брацигово сопротивлялся больше недели, однако после артиллерийского обстрела повстанцы сложили оружие.
В начале мая 1876 года по требованию местных чорбаджи (связанных с турецкой администрацией и надеявшихся договориться с турками) повстанцы ушли из села Батак. Вслед за этим башибузуки захватили и сожгли село.
В начале мая 1876 у села Нейково турки уничтожили ещё один отряд из 60 повстанцев (который создали в Сливенском крае Илларион Драгостинов и Георгий Обретенов).
12 мая 1876 года в местности Костина (в Тетеревенских отрогах Стара-Планины) попал в засаду отряд Г. Бенковского, Бенковский погиб.
17 мая 1876 года с парохода "Radetzky" у деревни Козлодуй высадился сформированный в Румынии отряд (чета) под командованием Христо Ботева (175 человек, в составе которого помимо болгар были два албанца, один босниец, один черногорец и один латыш — подданный Российской империи). Отряд дошёл до города Враца, но 20 мая 1876 года был уничтожен в бою с турецкими войсками.
31 июля 1876 года в бою с турецким отрядом погиб Сидер Грънчаров (Сидер-воевода) — последний из командиров отрядов повстанцев.
В восстании участвовали широкие слои болгарского народа: крестьяне, ремесленники, а также представители мелкой и средней буржуазии и интеллигенции.
Плохо вооружённые отряды повстанцев были разгромлены. Только в южной части Болгарии было убито свыше 30 тысяч человек, в том числе старики, женщины и дети. Также были сожжены 80, разрушены и разграблены 200 селений.

## Последующие события
Несмотря на поражение, Апрельское восстание поколебало турецкое феодальное господство в Болгарии, а жестокое подавление восстания привлекло внимание великих держав (в первую очередь, Великобритании и Российской империи) к событиям на Балканах, стало предметом рассмотрения на Константинопольской конференции и одной из причин русско-турецкой войны 1877—1878 годов, в результате которой Болгария была освобождена от турецкого господства.
Восстание вызвало отклик не только в болгарских владениях Османской империи. Международный резонанс вызвал погром в Салониках, где 24 апреля 1876 года толпа мусульман на глазах губернатора Мехмед Рефет-паши убила двух иностранных дипломатов (консула Франции и вице-консула Германии), которые дали убежище христианской девушке.
В Российской империи восстание получило широкое освещение в печати, в стране прошла кампания по сбору пожертвований и помощи болгарам, в которой принимали участие православная церковь, болгарская община и различные общественные организации. Центрами сбора пожертвований стали редакции газет. Кроме того, государственные и общественные структуры занимались оказанием помощи беженцам из Болгарии:
- комиссия в Киеве занималась распределением собранной помощи среди болгарских беженцев[20]
- в октябре 1876 года Дамское отделение при Московском славянском комитете обратилось к русскому консулу в Филиппополе Н. Герову с письмом, в котором сообщило о готовности принять и воспитать 15 болгарских детей-сирот. Всего за счёт общества в московских монастырях, институтах, пансионах и частных семьях были размещены и взяты на содержание 27 девочек-сирот и одна участница восстания (учительница Райна Георгиева из Панагюриште)[6]
- созданное в 1854 году Одесское болгарское настоятельство занималось размещением болгарских беженцев в Одессе, сбором и распределением помощи, устроило в учебные заведения 62 болгарских ребёнка[6]

19 апреля 1901 года рескриптом Фердинанда I была учреждена бронзовая памятная медаль «25 лет Апрельского восстания», ей были награждены все оставшиеся в живых участники восстания.

## Память, отражение в культуре и искусстве

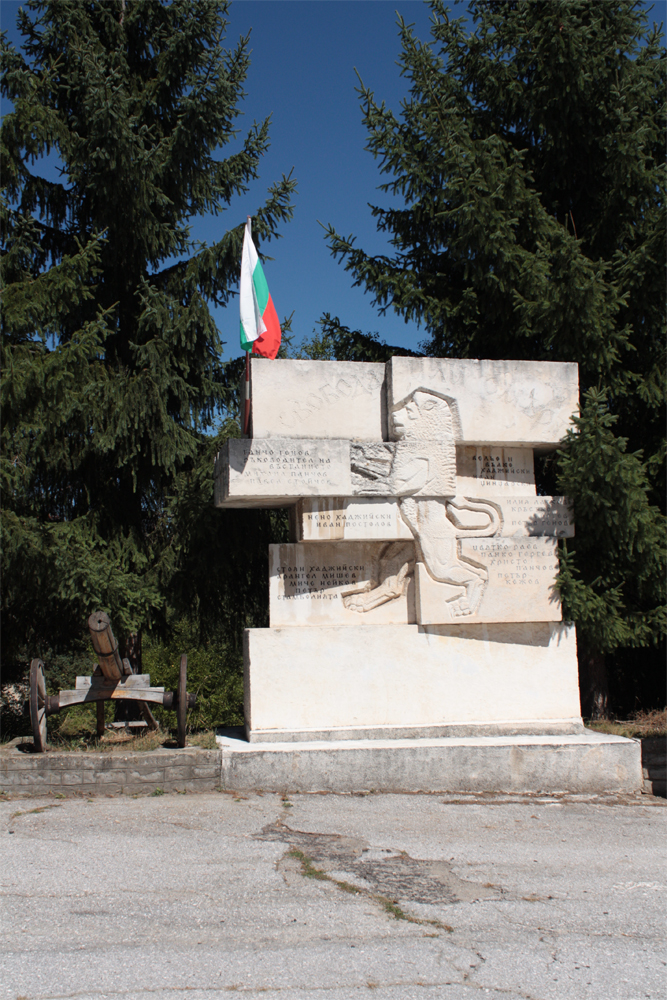
Памятник восстанию в селении Белица

### В литературе
- Иван Вазов, роман «Под игом» (1889).
- И. С. Тургенев 26 июля 1876 года написал стихотворный памфлет «Крокет в Виндзоре» (впоследствии переведённый на английский, французский и немецкий языки и получивший широкое распространение)[6][11]
- Краснов П. Н. «Цареубийцы».

### В музыке
- Песня «Батак» болгарской группы «Епизод».
- Симфония №4 Йосифова Александра.

### В живописи
- Художник К. Е. Маковский написал картину «Болгарские мученицы» (денежные средства от которой перечислил в Красный Крест для оказания помощи южным славянам)[11].

### Памятники
В Болгарии установлен ряд памятников событиям и участникам восстания. В 1976 году, в 100-летний юбилей восстания на Маньово-Бырдо (на месте одной из позиций повстанцев) был открыт мемориальный комплекс, авторами которого являлись скульпторы Величко Минеков, Секул Крумов, Димитр Даскалов и архитекторы Иван Николов и Богдан Томалевский. Мемориал, в строительстве которого принимали участие добровольцы из Панагюриште, стал самым крупным памятником восстанию.

## Дополнительная информация
- Среди причин поражения Апрельского восстания следует назвать отсутствие единства в руководстве восстания, а также слабое использование потенциала болгарской эмиграции: к началу восстания за границами Болгарии проживали около 500 тысяч болгар (в основном в Румынии и Российской империи), но в восстании приняли участие только 300 болгар-эмигрантов[22].
- Во время Апрельского восстания 1876 года на вооружении болгарских повстанцев помимо охотничьих ружей, топоров и кос были и самодельные пушки. Всего было изготовлено 13 «черешневых пушек», которые представляли собой дульнозарядные деревянные артиллерийские орудия, сделанные сельскими умельцами в Клисуре, Копривштице и Стрелче. Их ствол был изготовлен из выдолбленного ствола черешни, колёса — из дуба или иного прочного дерева по образцу тележных колёс. Стволы некоторых орудий для прочности стягивали металлическими обручами[11], в стволы нескольких других орудий были вставлены медные трубки от котлов для варки розового масла. Для стрельбы использовали гири от весов, дальность эффективной стрельбы составляла 70–80 м[9]. Ствол такого орудия выдерживал по меньшей мере один выстрел, однако одна из пушек выдержала три выстрела[18]. Две «черешневые пушки» стали трофеями турецких войск, и Хасан-паша отправил их в Стамбул[23]. В 1976 году, в столетний юбилей восстания 1876 года, в городе Златица по сохранившимся в архивах и музеях чертежам и описаниям под руководством Стояна Шнекова было изготовлено несколько точных копий деревянных пушек 1876 года, испытания которых показали — ствол орудия обладал достаточной прочностью при стрельбе чёрным порохом, изготовленным по рецептуре XIX века (хотя и лопался при использовании пороха 1970-х годов)[24]. Помимо «черешневых пушек», в Батаке отлили одну дульнозарядную бронзовую пушку (но не успели завершить её отделку и применить)[11].